# Парати
Парати́ (порт. Paraty) — муниципалитет в Бразилии, входит в штат Рио-де-Жанейро. Составная часть мезорегиона Юг штата Рио-де-Жанейро. Входит в экономико-статистический микрорегион Баиа-да-Илья-Гранди. Население составляет 33 062 человека на 2005 год. Занимает площадь 928 км². Плотность населения — 35,6 чел./км².

## История
Город основан 28 февраля 1667 года.

## Статистика
- Валовой внутренний продукт на 2003 год составляет 176 250 384,00 реалов (данные: Бразильский институт географии и статистики).
- Валовой внутренний продукт на душу населения на 2003 год составляет 5544,03 реалов (данные: Бразильский институт географии и статистики).
- Индекс развития человеческого потенциала на 2000 год составляет 0,777 (данные: Программа развития ООН).

## География
Климат местности: тропический. В соответствии с классификацией Кёппена, климат относится к категории Aw.

## Галерея

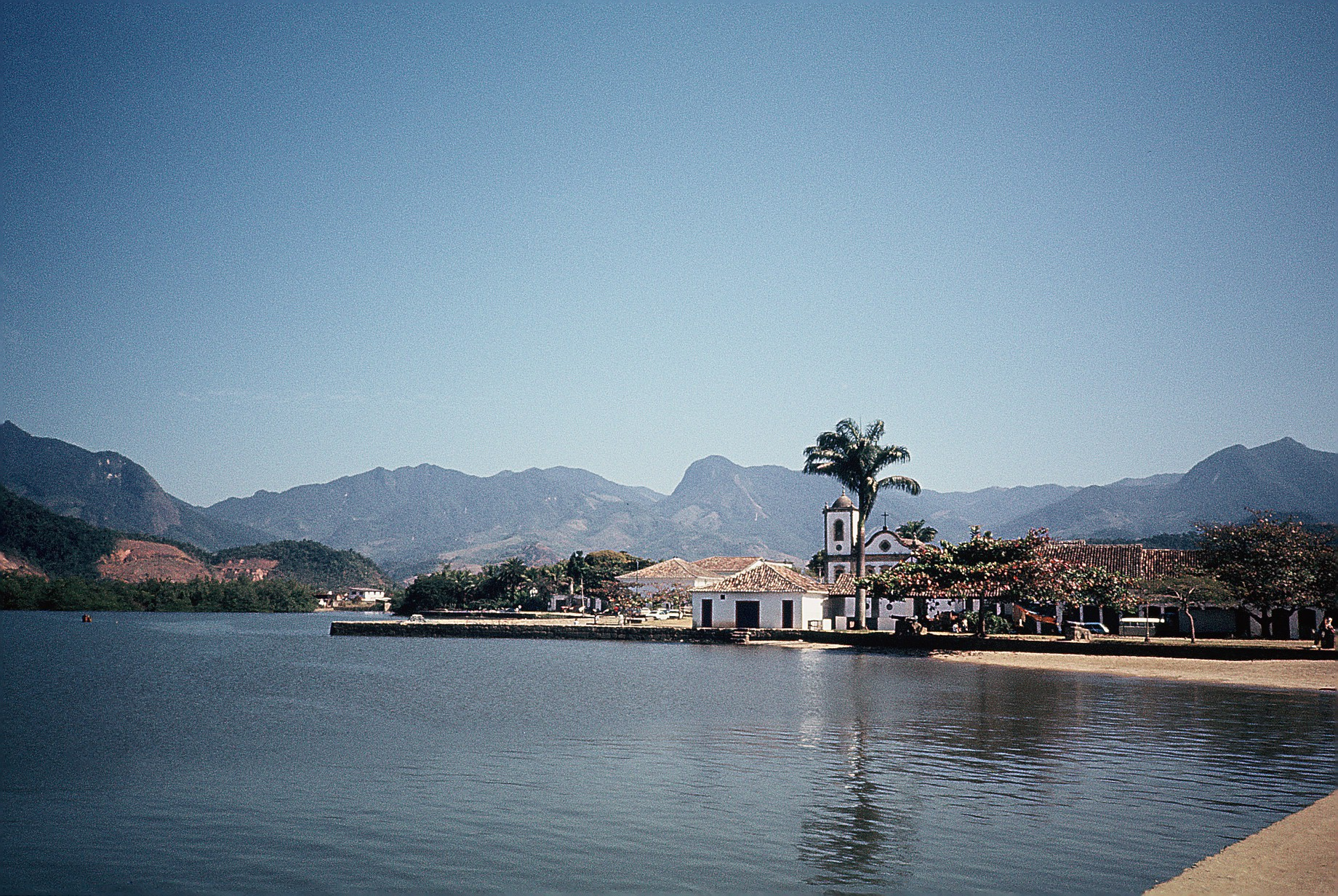
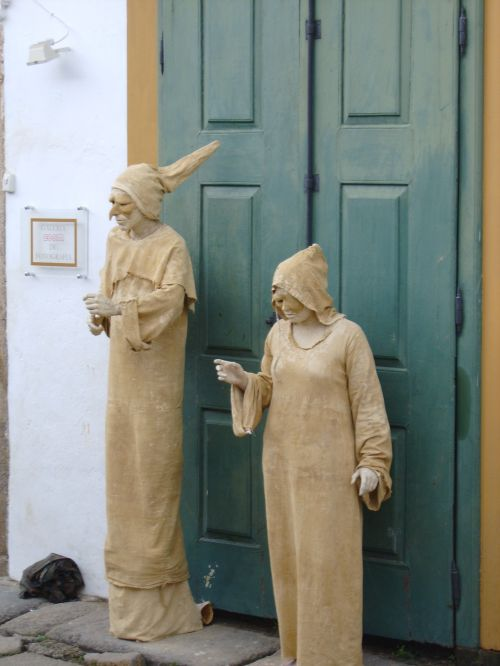
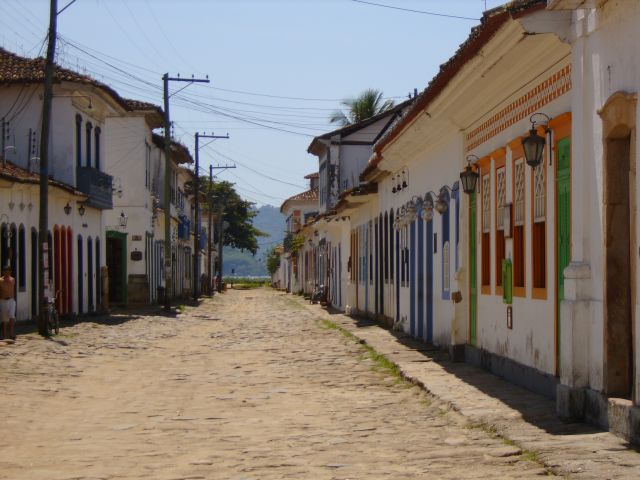